# Zabici w Katyniu
Zabici w Katyniu – książka wydana nakładem rosyjskiego Stowarzyszenia Memoriał we współpracy z polskim Ośrodkiem Karta. Zawiera informacje o każdym z 4415 obywateli Polski rozstrzelanych przez NKWD wiosną 1940 roku w Lesie Katyńskim. 2699 biogramów opatrzono zdjęciami zamordowanych. Publikacja została sfinansowana ze składek rosyjskiego społeczeństwa.